# Threads of Destiny
Threads of Destiny er en amerikansk stumfilm fra 1914 af Joseph W. Smiley.

## Medvirkende
- Evelyn Nesbit som Miriam Gruenstein.
- Bernard Siegel som Isaac Gruenstein.
- Jack Clifford som Fedor Tomspky.
- Margaret Risser som Rachel Shapiro.
- William W. Cohill som Alexis Movak.